# 基本形
基本形（きほんけい）とは折り紙において、その形から複数の折り紙作品がつくり出される汎用性の高い形のことである。基本形の名前は、その元となる伝承折り紙の名前からつけられることが多い。基本形に少し手を加えたり、複数の基本形の一部を組み合わせることで、様々なバリエーションの作品をつくることができる。
以下で示すのは、特に広く認められている伝統的な基本形の一例である。

凧の基本形から様々な動物の頭を作る
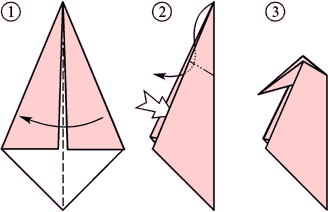
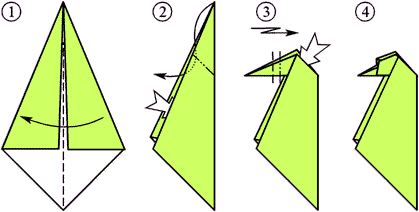
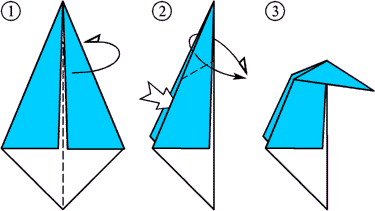
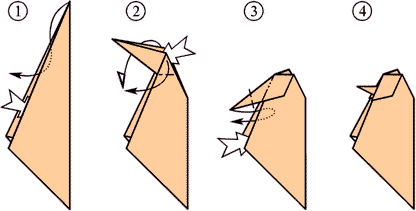

凧の基本形、アイスクリームの基本形正方形の対角線に重なるように、隣接した二つの辺を単に谷折りした形。
魚の基本形対角線の両端の角で紙の同じ側へ凧の基本形を折り、中心の角を引き出す。別の言い方をすれば、正方形の対角線の両側でつまみ折りをする。
正方基本形、花の基本形直交する2本の対角線の山折りと、正方形を横に半分にする2本の直交する谷折りで折る。その後折り目に沿って折りたたむと、4つの袋になった二等辺三角形からなる小さな正方形の形となる。
風船の基本形直交する2本の対角線の谷折りと、正方形を横に半分にする2本の直交する山折りで折る。その後折り目に沿って折りたたむと、4つの袋になった部分がある二等辺三角形の形となる。風船の基本形は正方基本形の裏表が逆になったものである。
鳥の基本形、鶴の基本形、折鶴の基本形正方基本形の4つの角を、それぞれ花弁折りにした形。この形は、アイスクリームの基本形を4つ組み合わせたものである。
カエルの基本形、あやめの基本形風船の基本形か、正方基本形からはじめる。4つの袋になっているところをそれぞれつぶし折りする。その後、角を上に向けて花弁折りする。この形は、魚の基本形を4つ組み合わせたものである。
豚の基本形

風車の基本形

二双舟

小鳥の基本形

風船の基本形（折りたたむ前）
正方基本形
魚の基本形
折鶴の基本形（角を下ろした形）

## 座布団折りと基本形
まず正方形の紙を座布団折りしてから凧、魚、鶴、カエルの基本形を折り、座布団折りした角を引き出して形を整えると、より複雑な基本形を作り出すことができる。これらの座布団凧、座布団魚、座布団鶴、座布団蛙と呼ばれる基本形では角や辺が増えており、本来の基本形よりもより複雑な作品を作り出すことができる。さらに二度座布団折りした紙から基本形を折り、同様に角を引き出して複雑な基本形とすることもできる。理論的には座布団折りを無限に繰り返すことでいくらでも複雑な基本形を作り出すことができるが、実際には紙の厚みによって2度程度の座布団折りしか利用することができない。